# 幽州 (九州)
幽州，又稱燕州，古代漢地九州（十二州）之一，原屬《禹贡》冀州地域，由舜所析置。
西汉时设置幽州刺史部，其后成为实际的行政区，即古幽州。

## 起源
| 《尚书·禹贡》九州 | 《周礼·职方》九州 | 西漢政區 |
| ----------------- | ----------------- | -------- |
| 冀州              | 冀州              | 冀州     |
| 冀州              | 幽州              | 幽州     |
| 冀州              | 并州              | 并州     |
| 雍州              | 雍州              | 朔方     |
| 雍州              | 雍州              | 涼州     |
| 雍州              | 雍州              | 司隶     |
| 梁州              | 雍州              | 益州     |
| 兗州              | 兗州              | 兗州     |
| 青州              | 青州              | 青州     |
| 徐州              | 青州              | 徐州     |
| 揚州              | 揚州              | 揚州     |
| 揚州              | 揚州              | 交趾     |
| 荊州              | 荊州              | 荊州     |
| 豫州              | 豫州              | 豫州     |

## 先秦以来
幽州的中心是蓟城（今北京城区西南，即蓟县）。上古称为“蓟”，蓟国的国都；春秋中期，燕国灭蓟国，迁都于此，改名为“燕京”。《周礼·职方》记载，“东北曰幽州”，今天的北京市、天津市与河北省北部、辽宁省全境地域。其南面是面積縮小的冀州（河北省南部），西面是并州（山西省），北面和东面则是接壤外族地區如匈奴、夫餘和朝鮮。
汉朝至西晋期间於幽州地域设有幽州刺史部，以春秋战国的燕国国都蓟县（今北京市范围）为治所。十六国、南北朝、隋朝、唐朝，幽州的名称、治所、范围时有变化（隋炀帝时叫涿郡、唐天宝年间叫范阳郡），但位置基本不变。唐朝时，幽州土贡：绫、绵、绢、角弓、人、栗。户六万七千二百四十三，口三十七万一千三百一十二。下领九县：蓟县、幽都县、广平县、潞县、武清县、永清县、安次县、良乡县、昌平县。
五代初期，军阀刘仁恭在这里建立地方政权，称燕王，后被后唐消灭。
后晋的建立者沙陀人石敬瑭为了打败后唐，把燕云十六州让给契丹。后来宋太宗率军北伐时，它的名字仍叫“幽州”。辽朝于会同元年起在幽州建立了陪都，号南京幽都府，开泰元年改号析津府，后又改號燕京。 幽州这一名称不再被使用。
此后朝代更替，它陆续又叫过“中都大兴府”（金朝）、“大都路（即元大都或汗八里）”（元朝）、“北平府”（明初）、“北京顺天府”（明朝、清朝）、“京兆地方”（中華民国初年）、“北平市”（中華民国）、“北京市”（中華人民共和国）。

## 延伸閱讀
孙泓. 幽州刺史墓墓主身份再考证[J]. 社会科学战线, 2015(01):117-126. 刊載《表三·幽州刺史任职时间表》（325年至416年）